# Masna’a
Masna’a – zespół stanowisk archeologicznych w Iraku zlokalizowanych w meandrze rzeki Eufrat, w rejonie tamy Haditha.

## Badania archeologiczne
Kompleks około 25 stanowisk, głównie paleolitycznych, badanych w latach 1981–1983 w ramach międzynarodowego projektu archeologicznych badań ratunkowych „Haditha Dam Salvage Project”, zorganizowanego przez Iracki Departament Starożytności. Ekspedycją wykopaliskową Centrum Archeologii Śródziemnomorskiej Uniwersytetu Warszawskiego kierowali Stefan Karol Kozłowski oraz Waldemar Chmielewski. Najbogatsze znaleziska datowane są na okres środkowego paleolitu (200.000–40.000 p.n.e.) i nawiązują do materiałów typu lewaluasko-mustierskiego z Lewantu i Pustyni Syryjskiej oraz do obiektów z jaskini Szanidar. Kolejny okres zasiedlenia stanowiska przypada na okres górnego paleolitu (40.000–10.000 p.n.e.). Materiały paleolityczne w tego zespołu pozwoliły rozszerzyć znajomość całej sekwencji kulturowej paleolitu na Bliskim Wschodzie.